# Cannibal Corpse
Cannibal Corpse is een uit Buffalo, Verenigde Staten afkomstige deathmetalband, en is in 1988 opgericht. Cannibal Corpse is herkenbaar aan de agressieve manier van gitaar, bas en drum spelen. Verder zijn de vocals, de zogenaamde grunt erg herkenbaar. De grunts, vooral die van Chris Barnes zijn erg laag, bijna ongeëvenaard in het hele deathmetalgenre. Ook een kenmerk van deze band zijn de songteksten, die bijna zonder uitzondering gaan over geweld, moord, marteling, horror en verminking.
De gewelddadigheid in de teksten is zelfs dermate erg, dat meerdere albums in onder andere Duitsland niet gespeeld mogen worden. In veel Europese landen is dat wel toegestaan. De grofheid is al herkenbaar aan de titels van hun nummers. Enkele voorbeelden zijn ‘I Will Kill You’, ‘Hammer Smashed Face’, ‘Fucked With a Knife’, ‘Meat Hook Sodomy’. In 2008 is het verbod op het spelen van nummers van de eerste drie albums in Duitsland opgeheven.
Een ander kenmerk zijn de choquerende albumhoezen, die soms verboden zijn in sommige landen. Een voorbeeld is de hoes van hun tweede album, Butchered at Birth. Daarop wordt een pas bevallen moeder vermoord door een zombie, terwijl een andere zombie de baby vasthoudt. Later heeft men van de meeste albums een gecensureerde versie uitgebracht zodat de verkoop van de albums in de meeste landen werd toegestaan. Het artwork van de albumhoezen wordt gedaan door de kunstenaar Vincent Locke.
In 1994 kreeg Cannibal Corpse een cameo in de Jim Carrey-film Ace Ventura: Pet Detective. In de film speelde de band het nummer "Hammer Smashed Face", van het album Tomb of the Mutilated.
Chris Barnes werd tijdens de opnamen van het album Vile uit de band gezet. Nu is hij actief in de bands Six Feet Under en Torture Killer. Hij werd vervangen door George "Corpsegrinder" Fisher overgekomen van de brute deathmetalband Monstrosity.
Op 10 december 2018 werd gitarist Pat O'Brien gearresteerd voor "Assault and Battery", dit is vrij vertaald in het Nederlands "Aanvallen en verwoesting". Zijn borgtocht werd op $50.000 gezet. Op dezelfde avond van die dag werd bekendgemaakt dat Cannibal Corpse een van de supporting acts zou zijn voor Slayer's Final North American tour. Deze tour zou plaatsvinden in de lente van 2019. Andere bands die ook als support act geboekt waren zijn Lamb of God en Amon Amarth. Op 18 januari 2019 maakte Cannibal Corpse bekend dat de Hate Eternal frontman en voormalig Morbid Angel gitarist Erik Rutan zou invallen voor O'Brien in de toekomstige tours.
In oktober 2019 werd duidelijk dat de band zou gaan starten aan een nieuw album nadat hun huidige tour klaar was. In juni 2020 gaven ze aan dat ze in de studio zaten voor het album. Het album zou in 2021 uit moeten komen. Het vorige album, Red Before Black, kwam uit 2017. Dit gat van vier jaar tussen de albums is het grootste sinds Cannibal Corpse begon. Op 31 januari 2021 heeft de band aangegeven dat de naam van de eerste single Inhumane Harvest zal zijn. De naam van het album wordt Violence Unimagined. Tevens werd bekendgemaakt dat dit album rond de lente van 2021 uit komt. Op 2 februari is naar buiten gekomen dat het album op 16 april 2021 uit zal komen in de Verenigde Staten. Of dit ook de datum is dat het album in Nederland te verkrijgen is is nog onbekend.
Het nieuws van 2 februari 2021 was dat Erik Rutan, tot dan toe de invaller van Pat O'Brien, een volledig bandlid wordt van Cannibal Corpse. Pat O'Brien is nu officieel uit de band. Erik was naast het invalwerk ook al betrokken bij het album Violence Unimagined. Hij schreef hiervoor tekst en muziek voor drie nummers. Tevens nam hij ook het produceren en mixen ervan voor zijn rekening bij Mana Recording. In het verleden heeft Erik al 4 albums van Cannibal Corpse geproduceerd.
Voor het 15de studioalbum Violence Unimagened was er zelfs hitsucces. Het kwam terecht in de Album Top 100 (#52).

## Trivia
- Cannibal Corpse had een bijrol in de film Ace Ventura: Pet Detective.[1] Hierna werd ook duidelijk dat ze een van de favoriete bands van Jim Carrey waren.[2]
- De band heeft ruim één miljoen exemplaren van hun albums verkocht, zonder ook maar ergens airplay te krijgen.

## Discografie
- 1989 Cannibal Corpse (demo)
- 1990 Eaten Back to Life
- 1991 Butchered at Birth
- 1992 Tomb of the Mutilated
- 1993 Hammer Smashed Face
- 1994 The Bleeding
- 1996 Vile
- 1998 Gallery of Suicide
- 1999 Bloodthirst
- 2000 Live Cannibalism
- 2002 Gore Obsessed
- 2003 Worm Infested
- 2003 15 Year Killing Spree
- 2004 The Wretched Spawn
- 2006 Kill
- 2009 Evisceration Plague
- 2012 Torture
- 2013 Torturing and Eviscerating Live
- 2014 A Skeletal Domain[3]
- 2017 Red Before Black
- 2021 Violence Unimagined
- 2023 Chaos Horrific

## Hitnoteringen

### De Zwaarste Lijst
| Nummer              | '09* | '10* | '11* | '12* | '13 | '14 | '15 | '16 | '17 | '18 | '19 | '20 | '21 | '22 | '23 | '24 | '25 |
| ------------------- | ---- | ---- | ---- | ---- | --- | --- | --- | --- | --- | --- | --- | --- | --- | --- | --- | --- | --- |
| Hammer Smashed Face | 67   | 29   | -    | 27   | 28  | -   | 35  | 43  | -   | -   | -   | -   | -   | -   | -   | -   | -   |

- Tot 2012 had de Zwaarste Lijst 70 plaatsen. Dit werd vanaf 2013 verminderd tot 66.